# Waldfriedhof Duisburg
Koordinaten: 51° 23′ 39,5″ N, 6° 46′ 2,6″ O

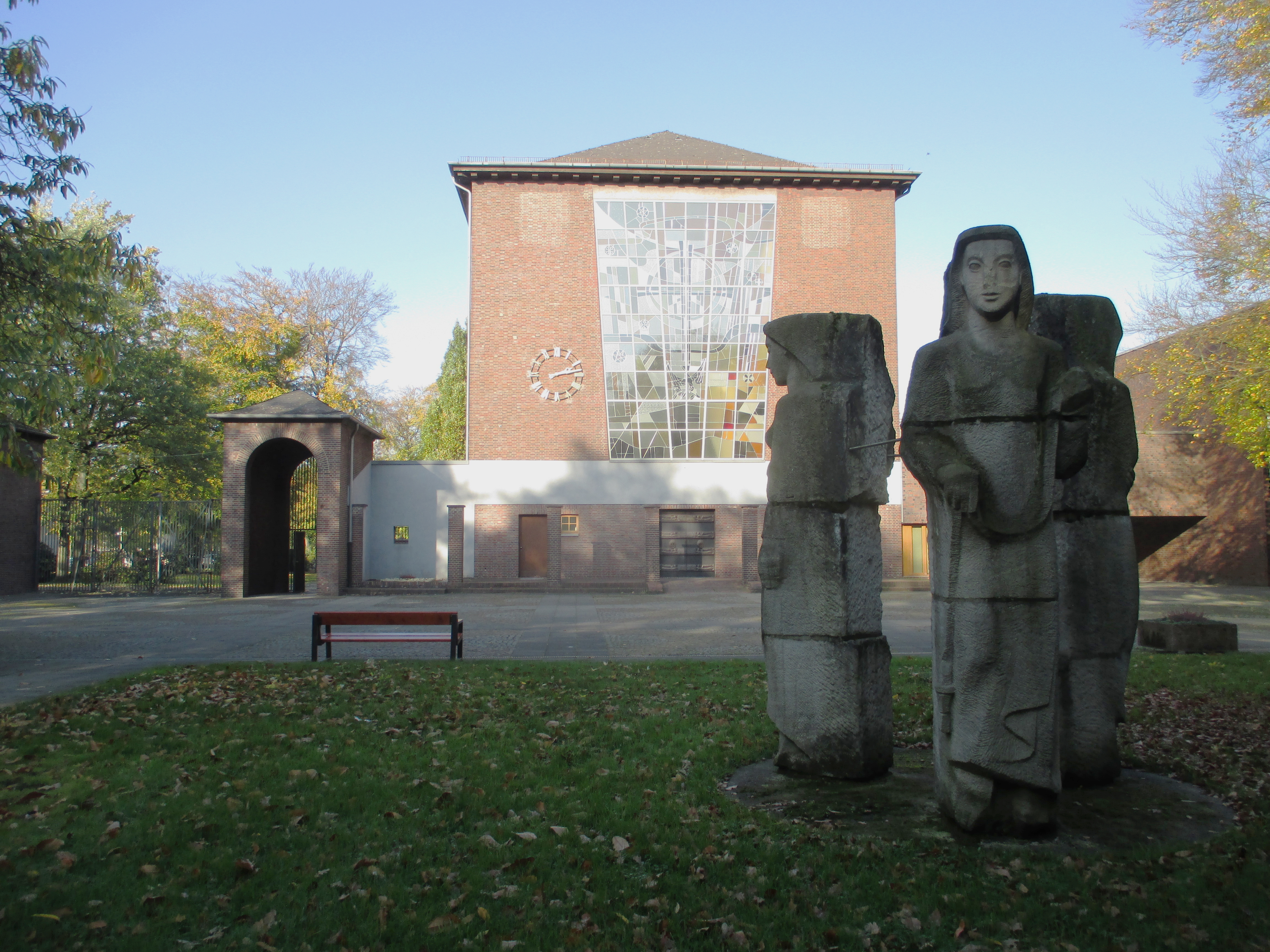
Skulpturen von Kurt Schwippert vor der denkmalgeschützten Trauerhalle mit dem Haupteingang.

Der Waldfriedhof zwischen Wanheimerort und Buchholz ist mit 67 Hektar der größte Friedhof in Duisburg. Er wurde Anfang der 1920er Jahre nach Plänen des Duisburger Architekten Herman Bräuhäuser angelegt. Als städtischer Friedhof der Wirtschaftsbetriebe Duisburg ist er als Begräbnisstätte verschiedener Nationen und Glaubensrichtungen ausgerichtet. Neben den gängigen Reihen- und Wahlgräbern befinden sich auf dem Friedhof auch Grabfelder der jüdischen, der griechisch-orthodoxen und der muslimischen Gemeinde. Hinzu kommen zahlreiche Gedenkplätze für Urnen, die wahlweise klassisch oder als pflegefreie Grabstätten unter Bäumen, im Rasen oder seit 2011 im Memoriam Garden bestattet werden können.
Der Waldfriedhof war ein Teil des mittelalterlichen Duisburger Stadtwalds. Ein über 50 km langes Wegenetz führt durch eine abwechslungsreiche Kulturlandschaft. 6000 Bäume, darunter bis zu 170 Jahre alte Buchen und Eichen, sowie eine vielfältige Flora und Fauna unterstreichen den waldähnlichen Charakter. Einige Gebäude und Abschnitte der Anlage stehen unter Denkmalschutz, darunter Gräber und Mauseleen prominenter Duisburger. Einen Einblick in die wechselvolle Geschichte der Stadt geben die vielen Mahnmale und besondere Grabfelder für Opfer der NS-Zeit. Im Südteil des Friedhofs befindet sich das Ehrenfeld für die Gefallenen des Zweiten Weltkrieges.

## Geschichte

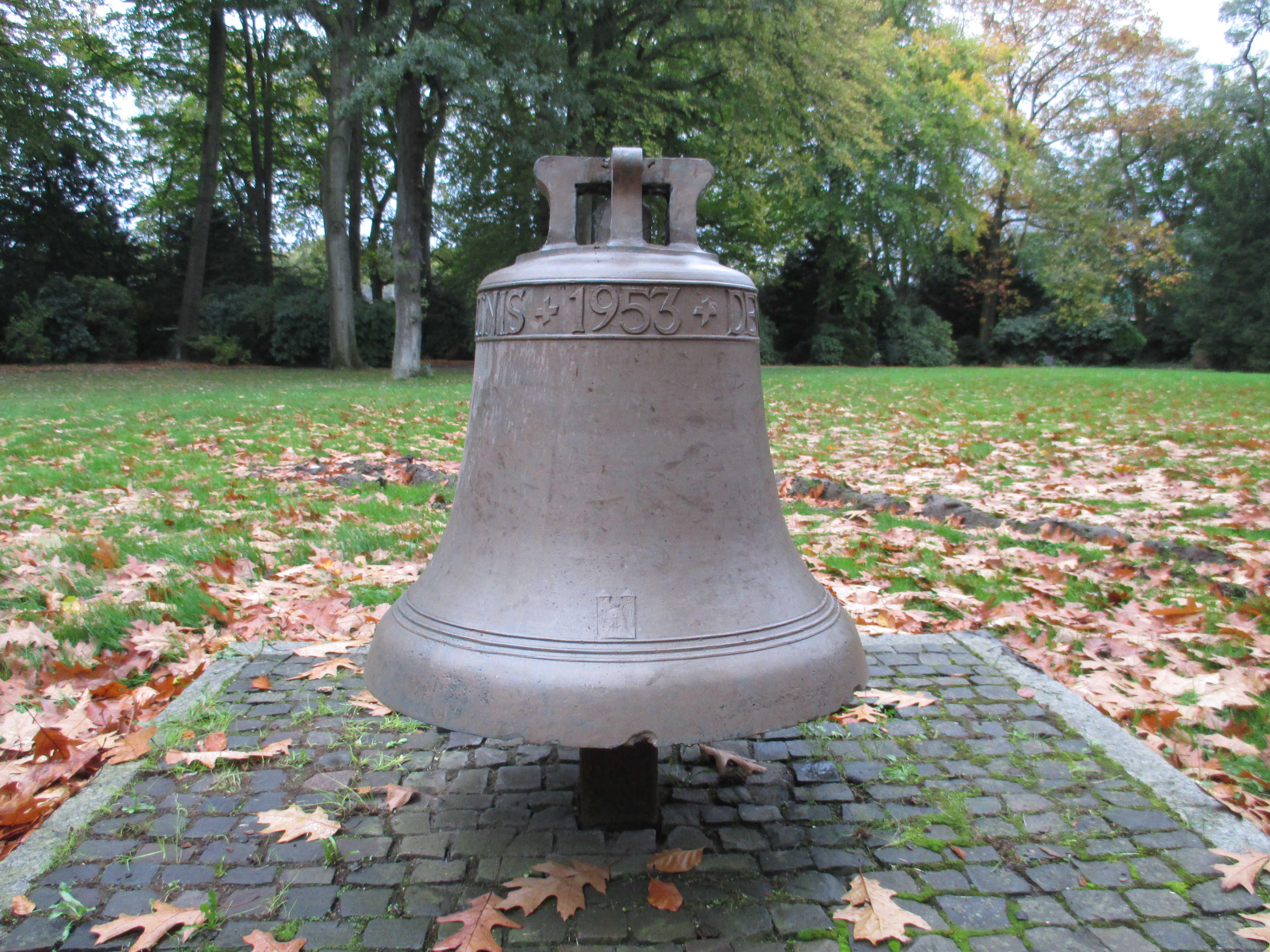
Glocke am Standort des alten Krematoriums.

Der Waldfriedhof wird auch Neuer Friedhof genannt. Durch steigende Bevölkerungszahlen wegen der Industrialisierung wurde der Alte Friedhof am Sternbuschweg zu klein. Duisburg musste einen neuen Standort für einen städtischen Friedhof finden. Man entschied sich für ein Waldgebiet im heutigen Wanheimerort. Dieses gehörte allerdings nicht der Stadt, sondern der Unternehmerfamilie Haniel. Da sie sich weigerte, das Grundstück zu verkaufen, veranlasste die Stadt ein Enteignungsverfahren. Am 14. Juni 1923 wurde der Neue Friedhof eingeweiht. Der älteste erhaltene Grabstein ist ein Findling mit einer Plakette, die an einen Verstorbenen von 1924 erinnert.
Ab 1925 stand auch eine Einsegnungs- und Leichenhalle zur Verfügung. Sie wurde im Stil der modernen Architektur der frühen 1920er Jahre errichtet, schlichte ungegliederte Backsteinbauten im Stil des Expressionismus, die sehr an ein Fabrikgebäude erinnern. Sie sollen einen Kontrast zu dem alten Buchenbestand des Friedhofs bilden. Verantwortlich für die Planung der Friedhofsanlage und des Gebäudeensembles waren der städtische Beigeordnete des Hochbauamts Karl Prenzinger und der Architekt Herman Bräuhäuser. Es ist nicht verwunderlich, dass Ähnlichkeiten zu Gebäuden der nahegelegenen Dickelsbachsiedlung bestehen.
1929 legte man den Grundstein für das Krematorium. Es entstand nach den Entwürfen des Architekten Fritz Weimann. Trotz seiner Schlichtheit nach Art des Neuen Bauens erinnerte der verklinkerte Bau an eine gotische Kathedrale. Aufgrund finanzieller Engpässe wurde er erst 1932 fertiggestellt. Über dem Eingang befand sich eine überlebensgroße Skulptur einer Trauernden. Sie stammte von dem Bildhauer Kurt Schwippert. Während des Zweiten Weltkrieges wurde sie bei Bombenangriffen zerstört. 1953 ersetzte Kurt Schwippert sie durch die Skulpturengruppe Drei Lebensalter. Sie symbolisiert Jugend, Reife und Alter.
1939 wurde der Ehrenfriedhof im Südteil des Friedhofs angelegt. Es sollte als Begräbnisstätte für gefallene Soldaten dienen. Bereits im November desselben Jahres erfolgten die ersten Beisetzungen. Dort vereidigte man noch am 15. November 1944 Volkssturmmänner im Rahmen einer Gedenkfeier für die Toten. Das Ehrenfeld wurde in den letzten Kriegswochen Hinrichtungsstätte. Am 21. März und am 9. April 1945 wurden auf dem Waldfriedhof Häftlinge und Fahnenflüchtige erschossen. Nach dem Krieg wurden sie von der neuen Militärregierung exhumiert und sollten auf dem König-Heinrich-Platz ihre letzte Ruhestätte finden. 1947 wurden sie jedoch wieder auf dem Waldfriedhof umgebettet.
Seit den 1990er Jahren gibt es auf dem Waldfriedhof ein islamisches Gräberfeld.
2001 wurde am Haupteingang an der Düsseldorfer Straße ein neues Krematorium gebaut. Es entstand nach den Plänen der Architektin Jutta Heinze. Die veraltete Technik entsprach nicht mehr den heutigen Umweltauflagen und dem gestiegenen Bedarf an Einäscherungen. Hierfür riss man den alten Zellentrakt bis auf die Trauerhalle ab und ersetzte ihn durch einen Neubau. Im Folgejahr wurde er seiner Bestimmung übergeben. Das alte Krematorium wurde 2003 abgerissen. Zur Erinnerung an den alten Standort blieb nur die kleine Glocke mit der Aufschrift „Den Toten zum Gedächtnis 1953“. Sie hing im Turm der ehemaligen Krematoriumskapelle. Kurt Schwipperts Skulpturengruppe fand einen neuen Platz im Innenhof vor der Trauerhalle.

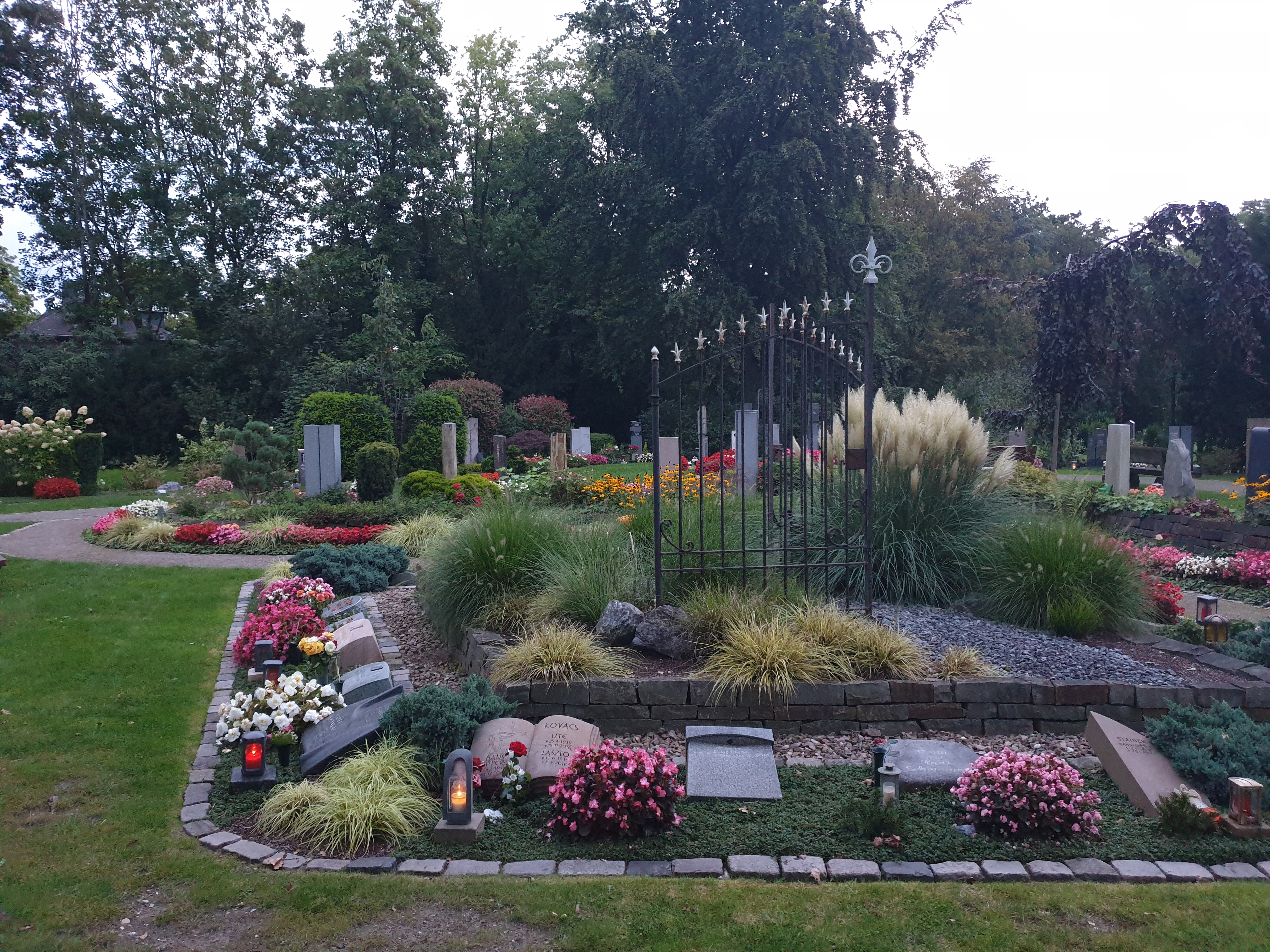
Memoriam-Garten auf dem Waldfriedhof Duisburg

2010 wurde der Memoriam-Garten auf dem Waldfriedhof angelegt. Er befindet sich am Parkplatzeingang und führt auf geschwungenen Wegen durch eine parkähnliche Anlage. Er wird von den Friedhofsgärtnern gepflegt und jahreszeitlich gestaltet. Zwischen Trockenmauern aus Naturstein, Wasserspielen und dem Rosenhain ist Platz für Urnen und Gräber.

## Besondere Grabfelder

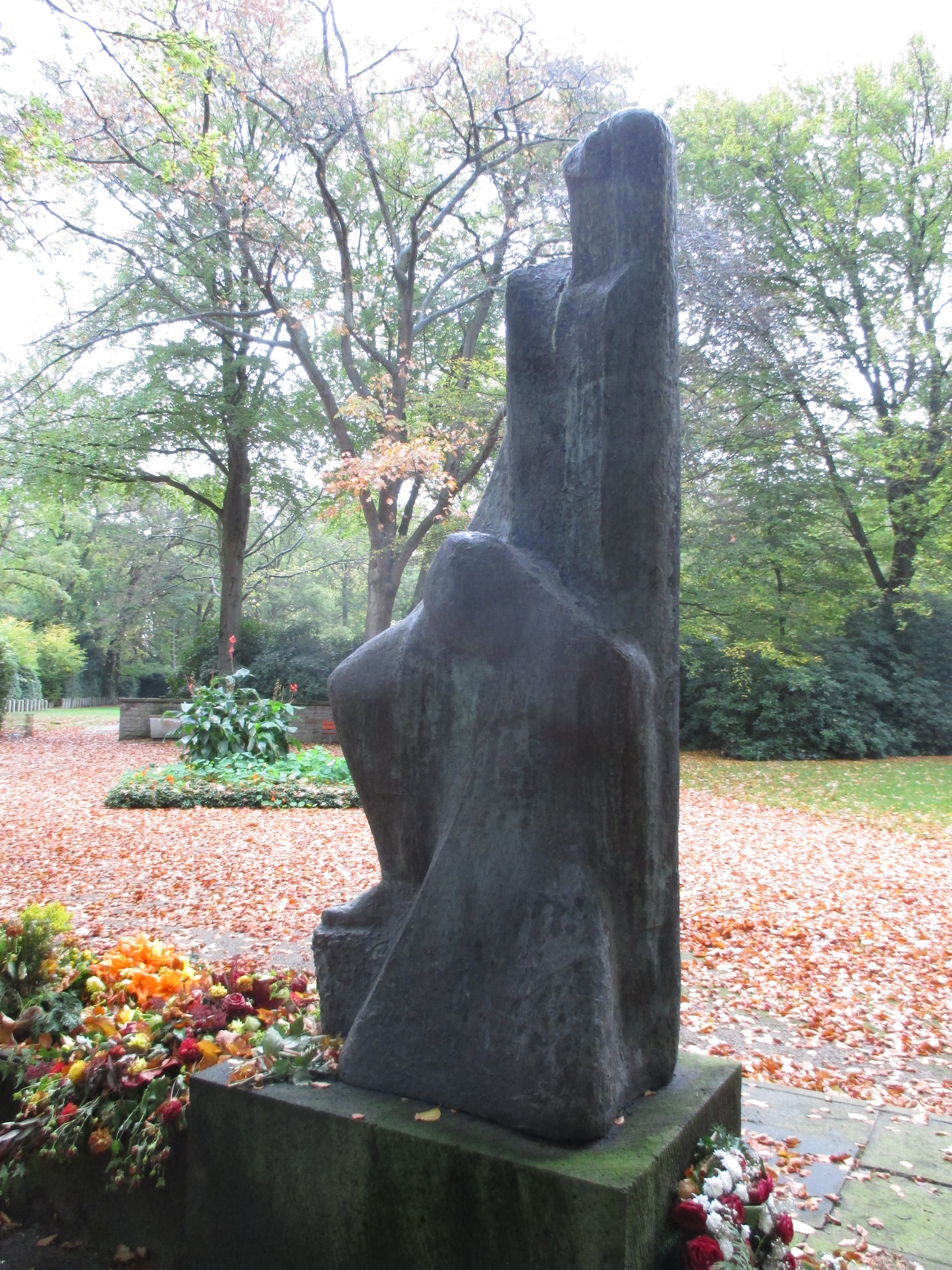
Mahnmal am Ehrenfeld von Dorothee Ludwig-Mindt.

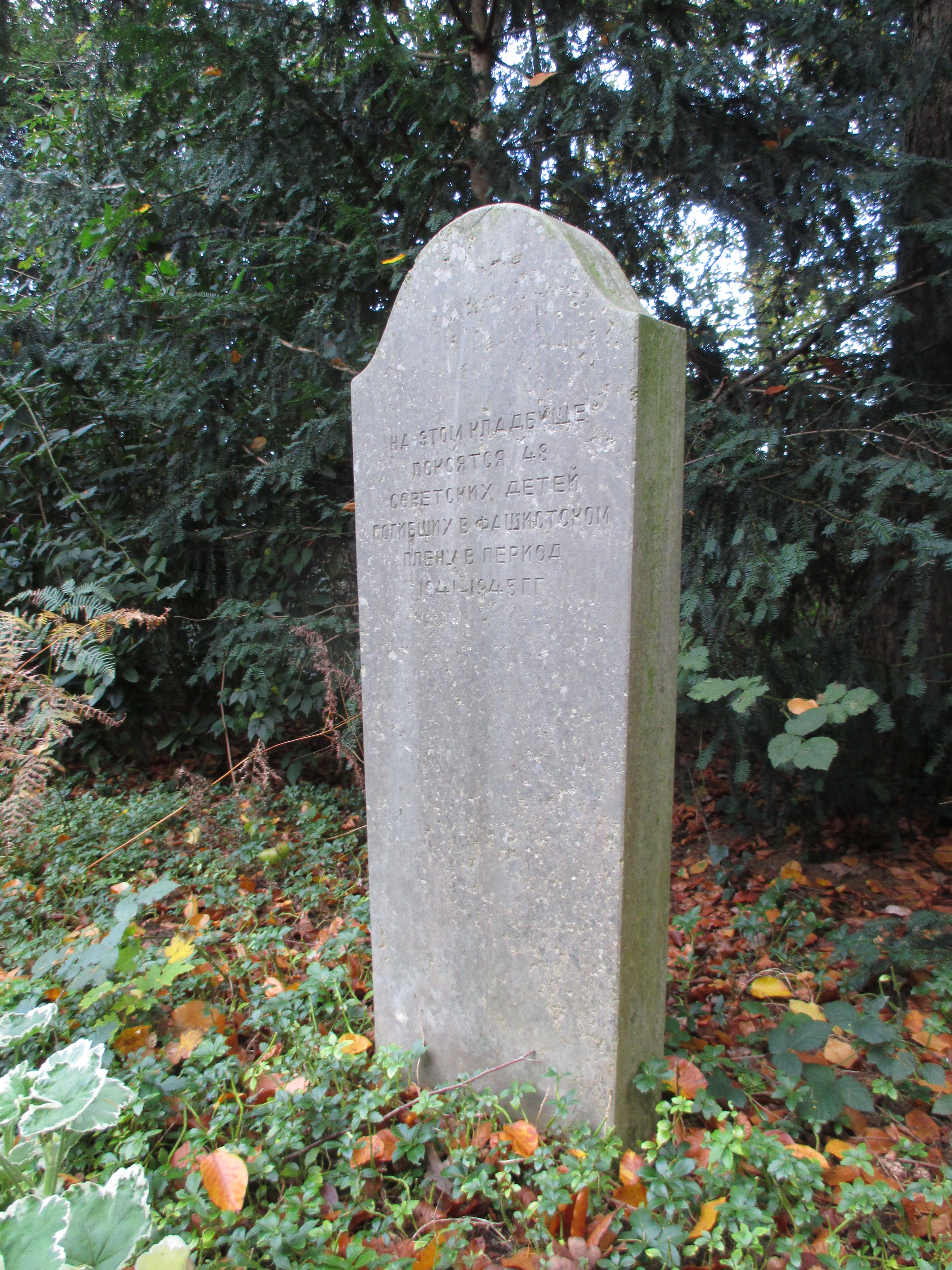
Gedenkstein Russische Kindergräber der Zwangsarbeiter.

### Der Ehrenfriedhof
Ehrenfriedhof
Das Ehrenfeld im Südteil des Friedhofs ist Gedenkstätte für die Opfer des Zweiten Weltkrieges. Hier sind 3513 Menschen aus verschiedenen Nationen begraben, die ihr Leben während des Krieges und der insgesamt 299 Luftangriffe der britisch-amerikanischen Bomber auf Duisburg lassen mussten. Das Mahnmal der zwei trauernden Frauen wurde am 19. November 1961 aufgestellt. Es stammt von Dorothee Ludwig-Mindt und trägt die Inschrift: „Die Toten mahnen die Lebenden“.
Am Gefallenenfeld erinnert eine Gedenksockel mit Eichenkranz und der Inschrift „DEN TOTEN KAMERADEN“ an die Gefallenen. Dort schworen die Nationalsozialisten die Volkssturmmänner zum Endkampf ein. Nach dem Krieg entfernte man das Hakenkreuz aus dem Emblem. Bei feuchtem Wetter schimmert es jedoch durch.
Südöstlich davon, am Eingang Wedauer Straße, befindet sich ein Gräberfeld für politisch verfolgte Opfer des Nationalsozialismus.

### Jüdische Gräber
Jüdische Gräber
Das jüdische Bestattungsfeld im nordöstlichen Teil des Friedhofs in der Nähe des Eingangs Zum Lith wurde bereits seit 1930 belegt. 1941–1942 teilte man das Feld auf, um auf dem ungenutzten Teil russische Kriegsgefangene zu bestatten. Zuvor bettete man die Verstorbenen heimlich auf das jüdische Feld um, ließ die bestehenden Gräber der jüdischen Gemeinde jedoch unangetastet. Heute sind dort noch 96 Grabsteine erhalten. Die letzte Beerdigung fand dort 1981 statt. Theoretisch steht das Feld weiterhin der jüdischen Gemeinde zur Verfügung. Es wird aber nicht mehr in Anspruch genommen, da es nicht den religiösen Auflagen der ewigen Totenruhe entspricht. Es steht unter Denkmalschutz. Denkmalnummer: 656.

### Russische Kriegsgräber
Russische Kriegsgräber 1
Russische Kriegsgräber 2
Russische Kriegsgräber Kinder
Der Waldfriedhof ist das zweitgrößte Feld in Deutschland mit sowjetischen Kriegsopfern. Über 1000 sind auf drei separaten Grabfeldern begraben. Viele von ihnen erhielten erst nach den Kriegsjahren ein ordentliches Begräbnis. Davor entledigte man sich der sogenannten Ostarbeitern auf andere Weise. Eine behördliche Anweisung aus dem Jahr 1941 für die Bestattung von Zwangsarbeitern lautete: „Für die Überführung und Bestattung ist ein Sarg nicht zu fordern. Die Leiche ist mit starkem Papier (möglichst Öl-, Teer- oder Asphaltpapier) oder sonst geeignetem Material vollständig einzuhüllen. Die Überführung und Bestattung ist unauffällig durchzuführen“.
Mutterschutz galt für sie ebenso wenig. Im südöstlichen Teil, in der Nähe der Autobahn befindet sich ein russisches Kindergräberfeld. Zwischen 1941 und 1945 wurden dort 263 Kinder vergraben. Viele wurden nur wenige Wochen alt. Die Gedenktafel in kyrillischer Schrift wurde erst später aufgestellt und erinnert an 48 dort bestattete Kinder.

## Grabstätten bekannter Duisburger
Auf dem Waldfriedhof fanden auch viele berühmte Duisburger ihre letzte Ruhestätte:

### Wilhelm Lehmbruck
(4. Januar 1881 – 25. März 1919)

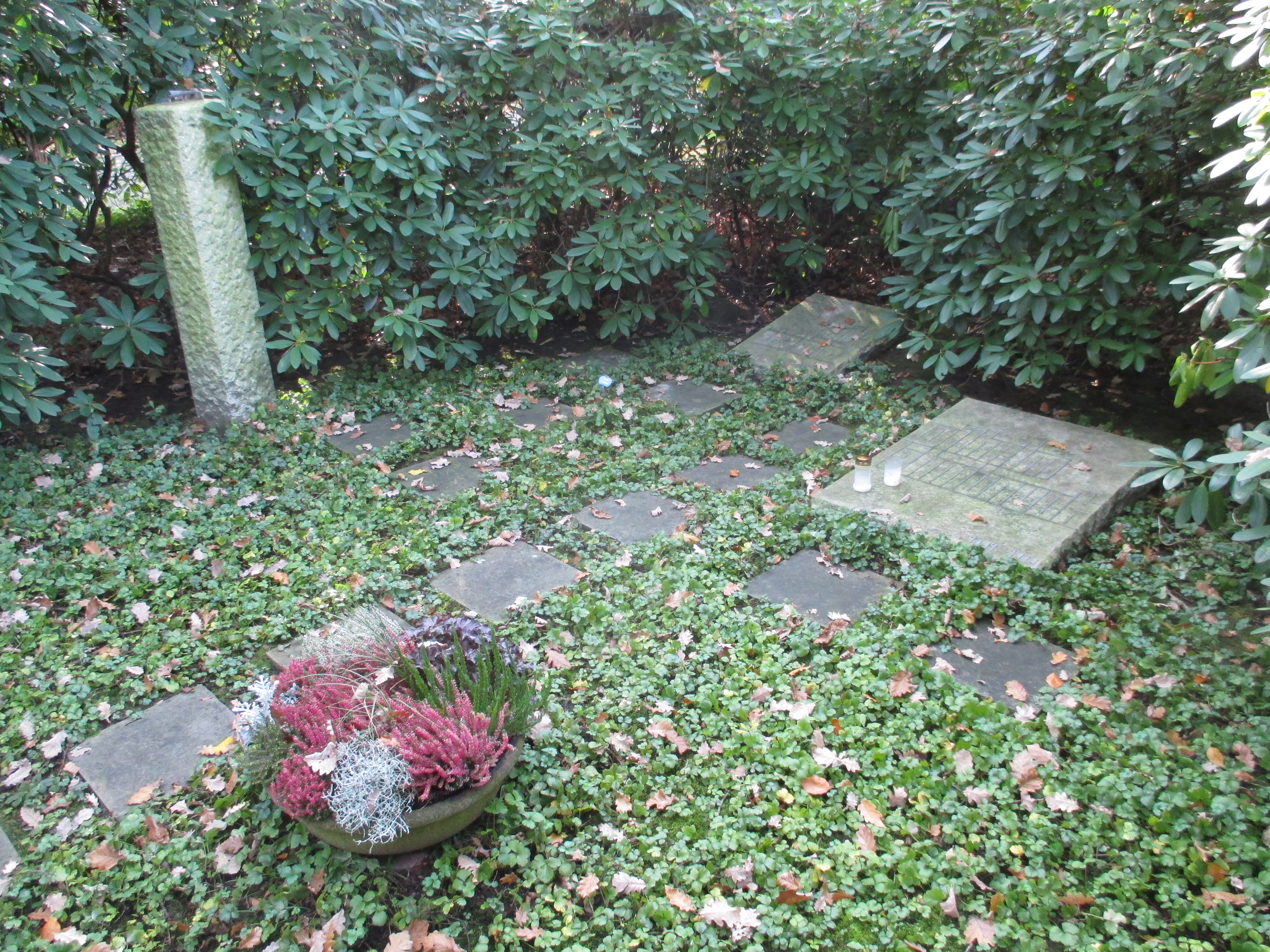
Grabstätte von Wilhelm und Anita Lehmbruck.

Grafiker und Bildhauer. Nach ihm ist das Lehmbruck-Museum in der Innenstadt benannt. Seine Witwe Anita Lehmbruck veranlasste, dass er von Berlin auf den Waldfriedhof verlegt wurde, bevor sie 1961 selbst das zeitliche segnete.
Gräberfeld 46. Standort

### Herbert W. Köhler
(17. Dezember 1919 – 11. März 2001)

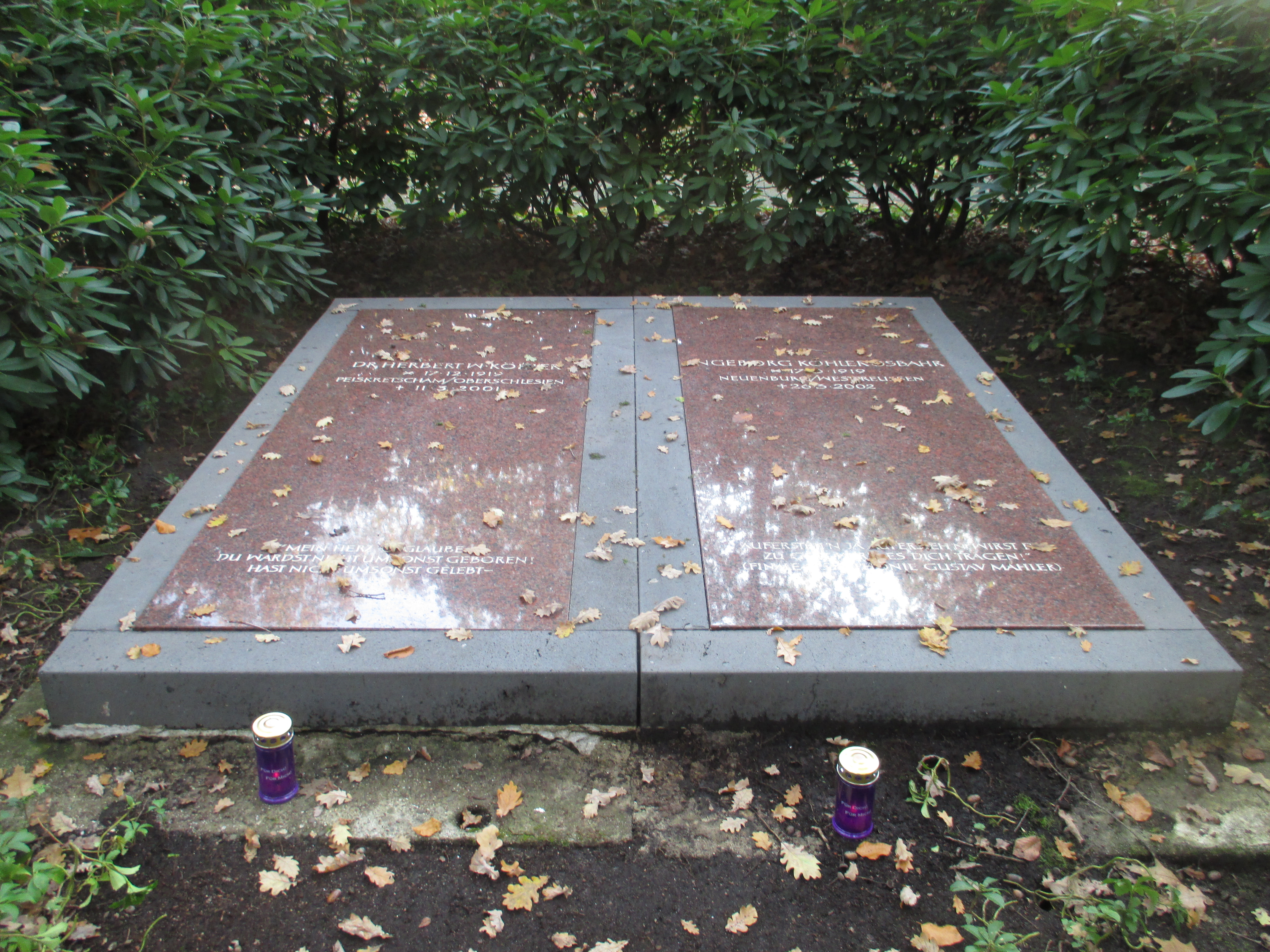
Familiengrab Köhler-Osbahr.

Politiker und Gründer der Köhler-Osbahr-Stiftung zur Förderung der Kunst und Wissenschaft, die er 1986 zusammen mit seiner Frau Ingeborg Köhler-Osbahr (1919–2002) gründete. Ihre Ruhestätte ist das Familiengrab Köhler-Osbahr.
Gräberfeld 61. Standort

### Johann Wilhelm Welker
(22. März 1870 – 3. Mai 1962)

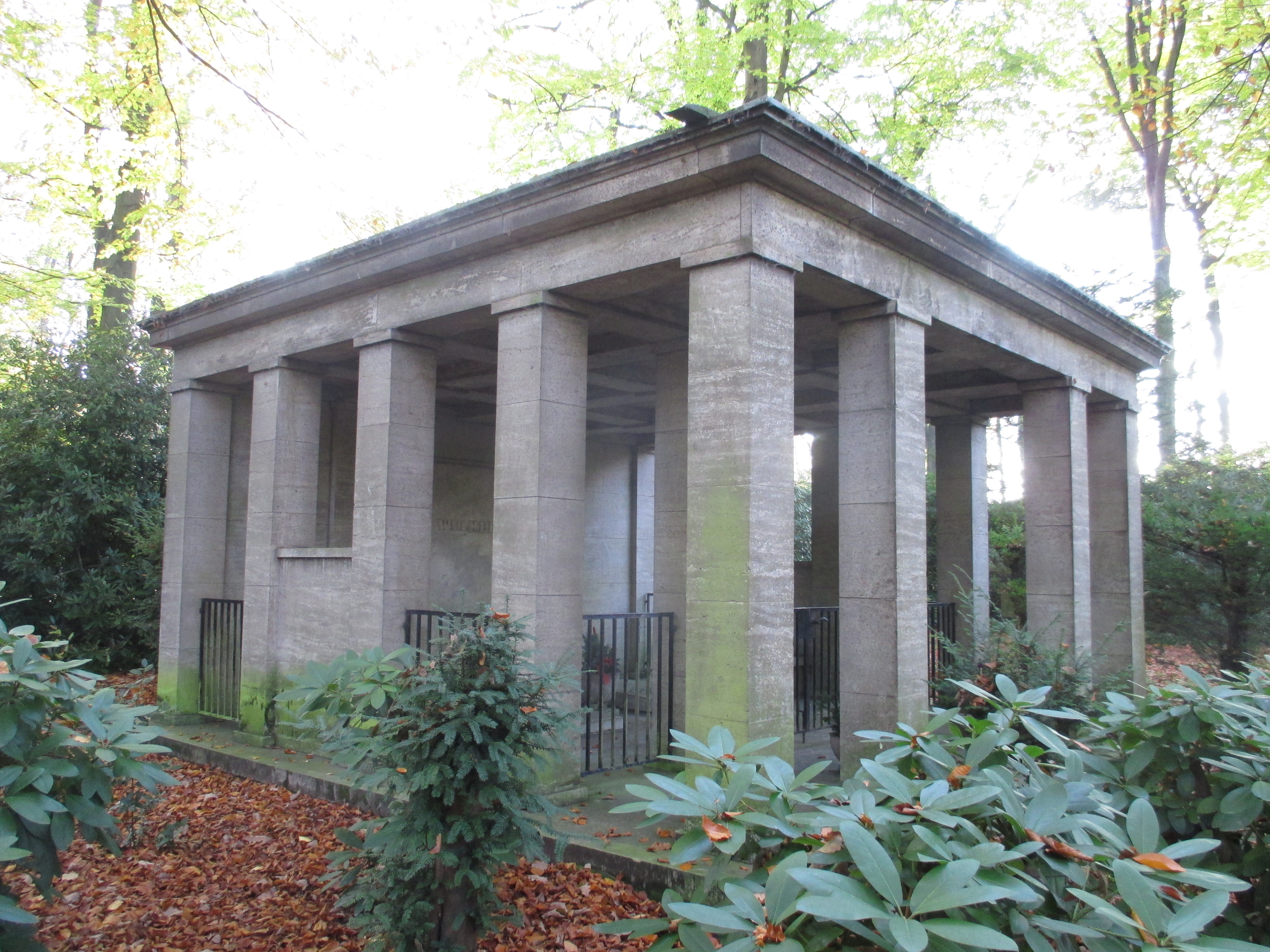
Mausoleum Welker

1917–1944 Generaldirektor der Franz Haniel & Cie.
Gräberfeld 45. Standort

### Peter Klöckner

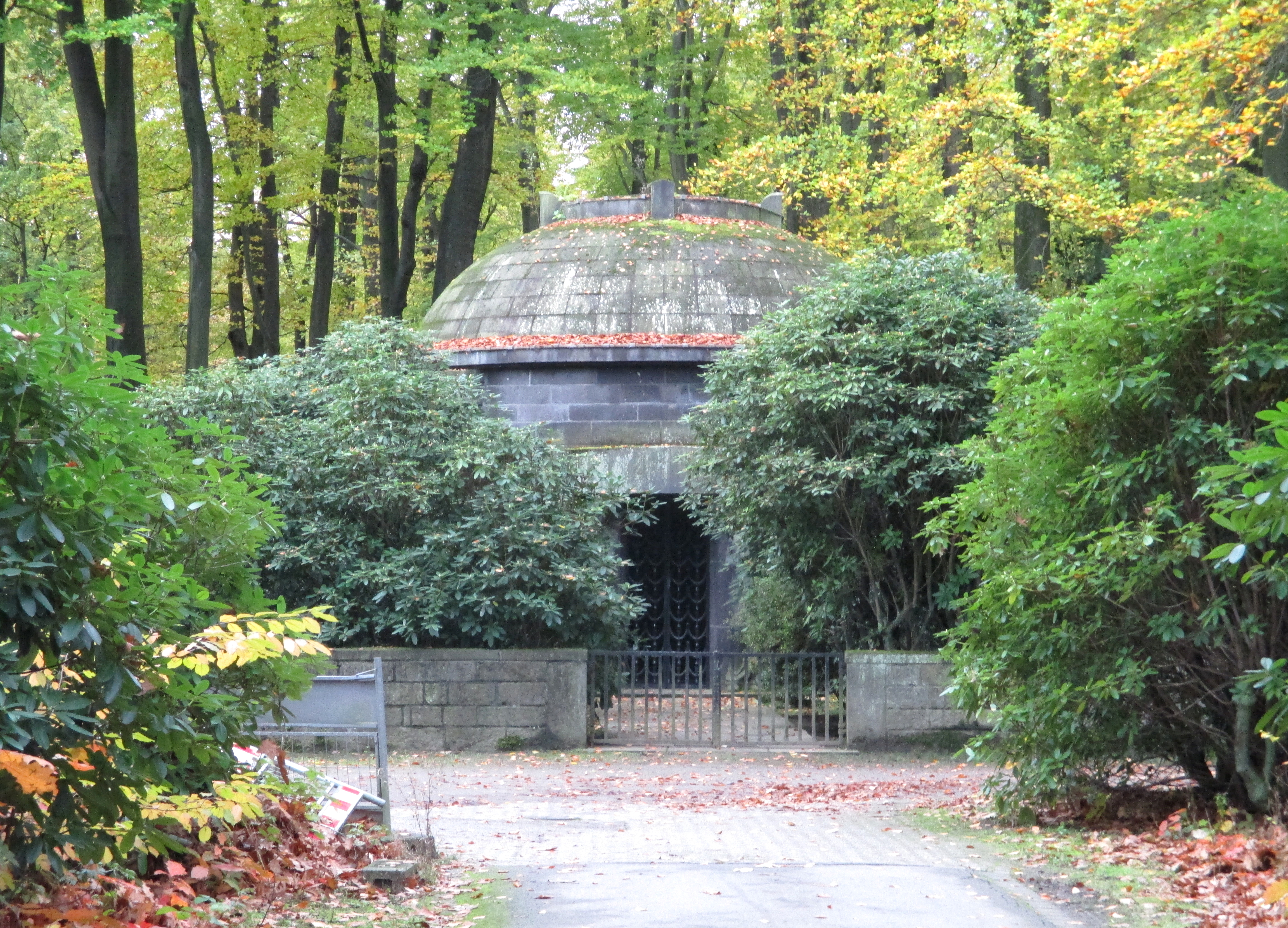
Mausoleum Klöckner

(9. November 1863 – 5. Oktober 1940)
Großindustrieller und Gründer des Eisen- und Stahlhandelunternehmens Klöckner & Co.
Gräberfeld 12. Denkmalnummer: 704 Standort

### Karl Jarres

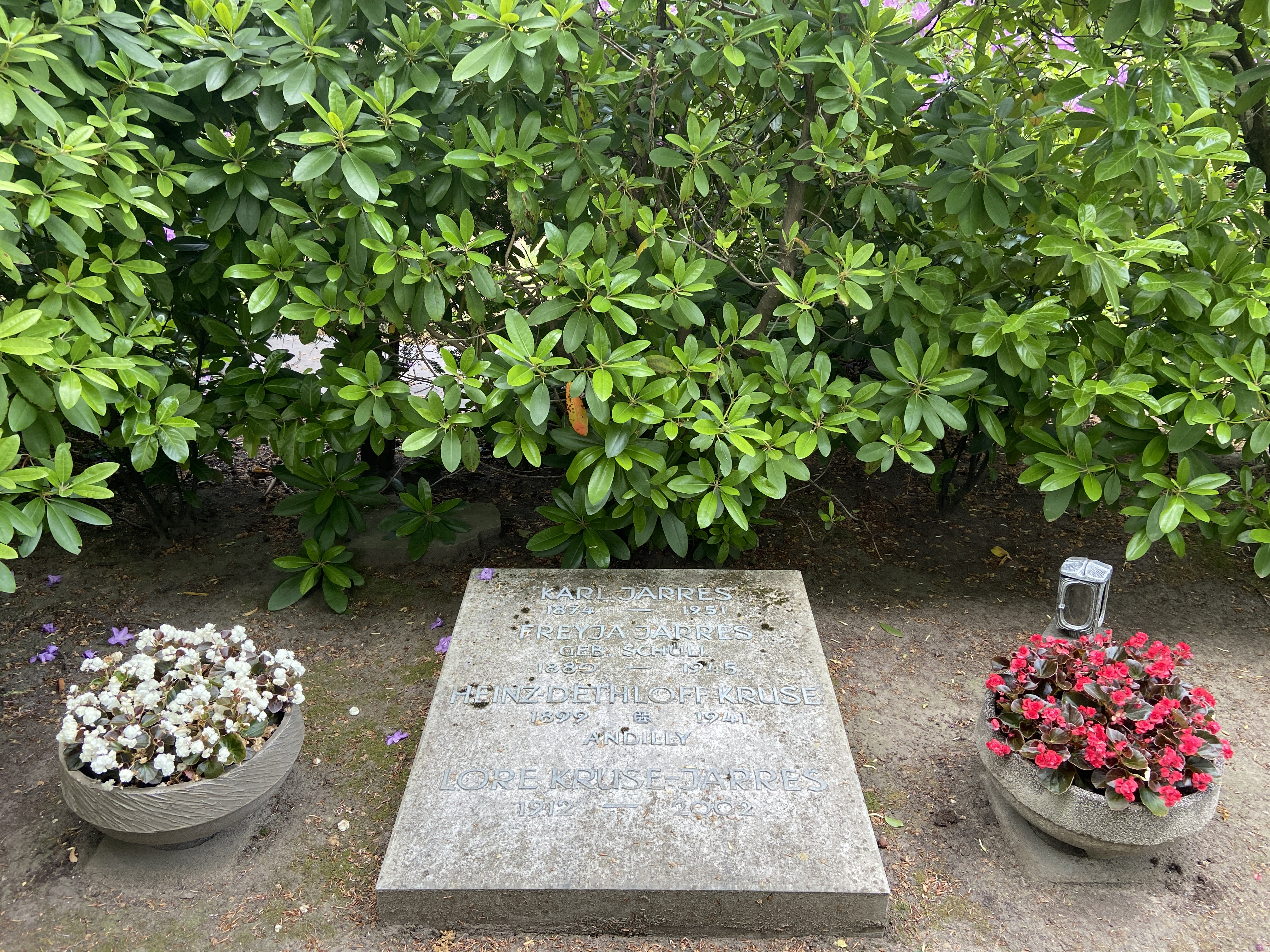
Grabstelle Karl Jarres

(21. September 1874 – 20. Oktober 1951)
Oberbürgermeister von Duisburg 1914–1933 und Reichspolitiker in der Weimarer Republik.
Gräberfeld 42. Standort

### Heinrich Weitz

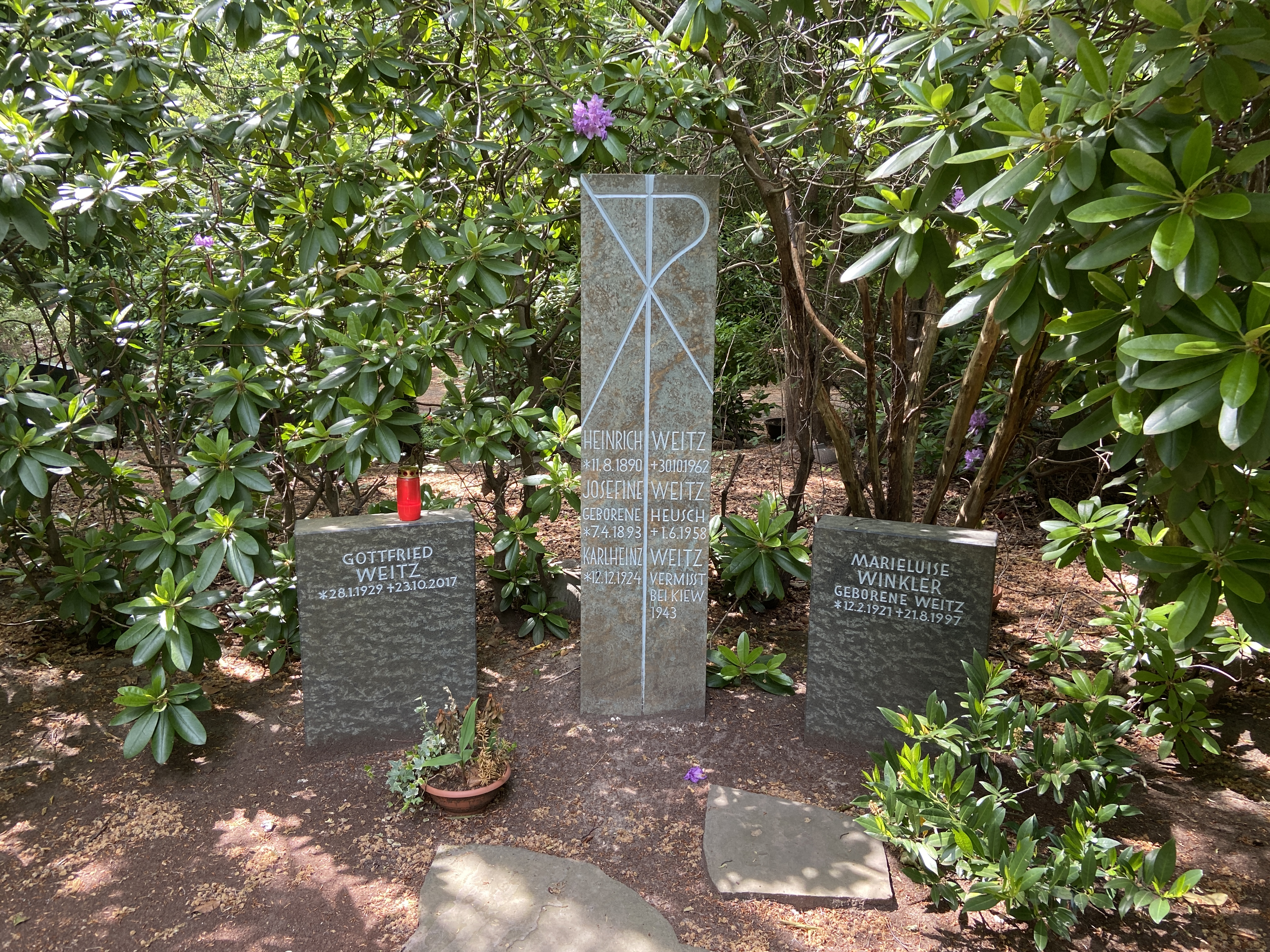
Grabstelle Heinrich Weitz

(11. August 1890 – 30. Oktober 1962)
Oberbürgermeister der Stadt Duisburg 1945–1947, Finanzminister von Nordrhein-Westfalen 1947–1952 und ehrenamtlicher Präsident des Deutschen Roten Kreuzes 1952–61.
Gräberfeld 42. Standort

## Sonstiges
Bevor der Waldfriedhof gebaut wurde, gehörte das Forsthaus Zum Lith der Familie Haniel. Heute befindet sich darin die Friedhofsverwaltung.
Das Mausoleum von Peter Klöckner entwarf der Architekt Herman Gehrig und der Bildhauer Alexander Zschokke. Es steht unter Denkmalschutz.
Vor einigen Jahren wurden viele Gräber auf dem Friedhof Opfer von Metalldieben. Auch die prominenten Gräber wurden nicht verschont. Die Büsten von Lehmbruck und Köhler-Osbar wurden entwendet.